# Brautbuch
Ein Brautbuch bezeichnet historisch ein kostbar gebundenes und verziertes deutsches Gebetbuch des 17. Jahrhunderts, meist mit verziertem Goldschnitt. Das Brautbuch wurde der Braut als Brautpfand von ihrem Verlobten übergeben.